# Fluido perfetto

Il tensore energia-impulso di un fluido perfetto contiene solo le componenti diagonali.

In fisica, un fluido perfetto è un fluido che può essere completamente caratterizzato dalla densità di massa a riposo {\displaystyle \rho _{m}} e dalla pressione isotropa {\displaystyle p}.
I fluidi reali sono viscosi e contengono (e conducono) calore. I fluidi perfetti sono modelli ideali in cui queste possibilità sono ignorate. Nello specifico, i fluidi perfetti non hanno sforzi di taglio, viscosità, né conduzione termica.
In relatività ristretta, nella notazione tensoriale (assumendo la segnatura della metrica positiva negli indici spaziali), il tensore energia-impulso di un fluido perfetto può essere scritto nella forma
{\displaystyle T^{\mu \nu }=\left(\rho _{m}+{\frac {p}{c^{2}}}\right)\,U^{\mu }U^{\nu }+p\,\eta ^{\mu \nu }\,}
dove U è la quadrivelocità del fluido e {\displaystyle \eta _{\mu \nu }=\operatorname {diag} (-1,1,1,1)} è il tensore metrico dello spaziotempo di Minkowski.
Assumendo la segnatura positiva nell'indice temporale, ovvero {\displaystyle \eta _{\mu \nu }=\operatorname {diag} (1,-1,-1,-1)}, il tensore energia-impulso diventa
{\displaystyle T^{\mu \nu }=\left(\rho _{\text{m}}+{\frac {p}{c^{2}}}\right)\,U^{\mu }U^{\nu }-p\,\eta ^{\mu \nu }\,}
Il tensore assume una forma particolarmente semplice nel sistema a riposo,
{\displaystyle \left[{\begin{matrix}\rho _{e}&0&0&0\\0&p&0&0\\0&0&p&0\\0&0&0&p\end{matrix}}\right]}
dove {\displaystyle \rho _{\text{e}}=\rho _{\text{m}}c^{2}} è la densità di energia e {\displaystyle p} è la pressione del fluido.
I fluidi perfetti sono usati in relatività generale per modellizzare distribuzioni ideali di materia, come l'interno di una stella o un universo isotropo. Nel secondo caso l'equazione di stato del fluido perfetto può essere usato nelle equazioni di Friedmann per descrivere l'evoluzione dell'universo.
In relatività generale, l'espressione del tensore energia impulso di un fluido perfetto è scritto come
{\displaystyle T^{\mu \nu }=\left(\rho _{m}+{\frac {p}{c^{2}}}\right)\,U^{\mu }U^{\nu }+p\,g^{\mu \nu }\,}
dove U è la quadrivelocità del fluido e {\displaystyle g_{\mu \nu }} è la metrica, scritta con la segnatura positiva negli indici spaziali.